# ウィキペディアにおけるシーゲンソーラーの経歴論争
ウィキペディアにおけるジョン・シーゲンソーラー・シニアの経歴論争（ウィキペディアにおけるジョン・シーゲンソーラー・シニアのけいれきろんそう、英語: John Seigenthaler Sr. Wikipedia biography controversy）は、アメリカ合衆国のジャーナリスト、ジョン・ローレンス・シーゲンソーラーの誤った経歴が、インターネット上の百科事典「ウィキペディア」に掲載されたことをめぐる一連の論争。

## 概要
シーゲンソーラーは1960年代に司法長官ロバート・ケネディの補佐官を務め、1982年から1991年にかけては「USAトゥディ」論説主幹を務めたジャーナリストである。アメリカ新聞編集者協会会長も歴任した。
2005年9月、英語版ウィキペディアに投稿されていた自分の記事に、誤った経歴が記載されているのを発見した。その記事では、シーゲンソーラーがジョン・F・ケネディおよびロバート・ケネディの暗殺事件にかかわっていた可能性が示唆されており、それに加えて、一時期ソビエト連邦に住んでいたとの記述および、ある広告企業の創業者である旨が記載されていた。しかし、実際に広告企業を創業したのは兄のトーマスであり、自身はこの会社には無関係だった。これらの情報は誤りであったため、2005年10月、ウィキペディアの創始者であるジミー・ウェールズに、記事の是正を要請。これを受けて、記事のうち、誤った情報が記載されていた版が削除、管理者以外の閲覧ができないようにされた。誤った記述は、記事が投稿された2005年5月以降、4ヶ月間にわたって放置されていた。また、これらはウィキペディアの管理下には置かれていないいくつかのミラーサイトでは、記事の削除後数週間に渡り引き続き、誤った記述がされた記事の閲覧が出来る状態に置かれていた。
2005年11月29日、「USAトゥディ」にシーゲンソーラーの論説が発表された。そのなかでシーゲンソーラーは、ウィキペディア上での一連の騒動の経緯を説明し、投稿されていた誤った文章をそのまま引用した。
John Seigenthaler Sr. was the assistant to Attorney General Robert Kennedy in the early 1960s. For a short time, he was thought to have been directly involved in the Kennedy assassinations of both John, and his brother, Bobby. Nothing was ever proven.
(日本語訳) ジョン・シーゲンソーラー・シニアは1960年代はじめ、ロバート・ケネディ司法長官の補佐官だった。一時期、シーゲンソーラーは、ジョンとボビーのケネディ兄弟暗殺に直接関与していたと考えられていた。これに関しては何も立証されていない。—65.81.97.208―ベルサウス（現在はAT&Tに合併）で接続、投稿した匿名ユーザー、英語版ウィキペディア"John Seigenthaler Sr."の2005年5月26日協定世界時14時29分の版
さらに、誤った経歴を投稿した人物を特定しその正体を暴くため、この投稿をしたユーザーが利用したインターネットサービスプロバイダのベルサウス社に協力を要請した旨を伝えている。論説はウィキペディア自体に対する辛辣な批判も含んでおり、「ウィキペディアは欠陥を含む無責任な調査ツールである」と述べた。
この騒動は主だったメディアでもとりあげられ、2005年12月5日には、シーゲンソーラーとジミー・ウェールズの両名がCNNに出演し、問題について論じている。また翌12月6日には、シーゲンソーラーとウェールズがNPRのラジオ番組「トーク・オブ・ザ・ネイション」に出演し、インタビューに答えた。このなかでウェールズは、英語版ウィキペディアにおいて今後このような匿名ユーザーによる無責任な投稿を抑制するため、記事の新規作成は登録ユーザーにのみ限るよう制限を加えたと述べている。
2005年12月9日にこの書き込みをしたとされる者が名乗り出て、ジョン・シーゲンソーラーに謝罪の手紙を書いた。書き込み者が勤める会社のIPアドレスから書かれたことが判明し、この人物は辞職することになった。シーゲンソーラーは仲裁にはいり、書き込みをした者の再雇用を依頼した。